# Refback
Refback é um dos três tipos de linkback, o método que permite aos autores Web solicitarem uma notificação quando alguém criar ligações a seus documentos. Isso permite aos autores saberem quem está ligando, ou referindo-se a seus artigos.
Um refback consiste simplesmente em usar o cabeçalho HTTP referrer para descobrir ligações de entrada. Sempre que um navegador atravessa uma ligação de entrada do site A (originador) para o site B (receptor), ele irá enviar um valor indicando a URL de onde o usuário veio. O Site B pode publicar um link para o site A, depois de visitar um site e extrair informações relevantes do Site A, como o título, a meta-informação, o texto do link e assim por diante.